# Marta Pérez (lekkoatletka)
Marta Pérez Miguel (ur. 19 kwietnia 1993 w Sorii) – hiszpańska lekkoatletka, biegaczka średniodystansowa, medalistka igrzysk śródziemnomorskich, olimpijka.

## Kariera sportowa
Specjalizuje się w biegu na 1500 metrów. Odpadła w eliminacjach tej konkurencji na mistrzostwach świata juniorów w 2012 w Barcelonie. Odpadła w eliminacjach na tym dystansie na młodzieżowych mistrzostwach Europy w 2013 w Tampere, a na kolejnych młodzieżowych mistrzostwach Europy w 2015 w Tallinnie zajęła 7. miejsce.
Odpadła w eliminacjach na mistrzostwach Europy w 2016 w Amsterdamie, na mistrzostwach świata w 2017 w Londynie i na hallowych mistrzostwach świata w 2018 w Birmingham.
Zdobyła brązowy medal w biegu na 1500 metrów na igrzyskach śródziemnomorskich w 2018 w Tarragonie, przegrywając jedynie z reprezentantkami Maroka Rababe Arafi i Maliką Akkawi. Zajęła 9. miejsce na tym dystansie na mistrzostwach Europy w 2018 w Berlinie i 8. miejsce na halowych mistrzostwach Europy w 2019 w Glasgow. Odpadła w półfinale na mistrzostwach świata w 2019 w Dosze.
Zajęła 4. miejsce na halowych mistrzostwach Europy w 2021 w Toruniu, 9. miejsce na igrzyskach olimpijskich w 2020 w Tokio, 10. miejsce na halowych mistrzostwach świata w 2022 w Belgradzie (a także 16. miejsce w biegu na 3000 metrów) i 11. miejsce na mistrzostwach świata w 2022 w Eugene.
Zdobyła mistrzostwo Hiszpanii w biegu na 1500 metrów w latach 2016, 2018 i 2022 oraz w biegu na 5000 metrów w 2020, a także halowe mistrzostwo w biegu na 1500 metrów w 2018 i 2022.
Rekordy życiowe Pérez:
- bieg na 800 metrów – 2:01,82 (6 lipca 2018, Guadalajara)
- bieg na 1000 metrów – 2:48,76 (12 maja 2018, Ibiza)
- bieg na 1500 metrów – 3:57,75 (8 sierpnia 2024, Paryż) rekord Hiszpanii
- bieg na milę – 4:21,58 (3 września 2021, Bruksela)
- bieg na 2000 metrów – 5:46,90 (12 maja 2021, Nerja)
- bieg na 3000 metrów – 8:44,40 (6 lutego 2022, Nowy Jork)
- bieg na 5000 metrów – 16:08,28 (12 września 2020, Madryt)
- bieg na 10 kilometrów – 33:20 (24 kwietnia 2022, Madryt)